# اچ‌اس‌دابلیوام‌اس اسملاند (جی۱۹)
اچ‌اس‌دابلیوام‌اس اسملاند (جی۱۹) (به انگلیسی: HSwMS Småland (J19)) یک کشتی است که طول آن 121 m می‌باشد. این کشتی در سال ۱۹۵۲ ساخته شد.